# まんが首里城ものがたり
『まんが首里城ものがたり』（まんがしゅりじょうものがたり）は、新里堅進による沖縄を舞台にした日本の歴史漫画。
1992年10月20日、琉球新報社で刊行された。全2巻、9話。新聞で連載されていたものを単行本化。

## あらすじ
平成初期、沖縄・那覇市の首里城を再建するための木曳式が行われてお祭り騒ぎとなった。その見物に来た子供の琉太と球子は首里城の守り神、首里森御嶽神と出会う。首里城と沖縄（琉球）の歴史に興味を持った2人を誘い、タイムトラベルをする。
御嶽神とタイムマシン（竜）に驚く二人だが、初期の首里城と、それを建設した察度の時代から旅をすることになった。御嶽神のトリックで都合よく彼らの姿を透明化したりしなかったりできるので、門番に責められることなく首里城に入る事が出来た。
球子が夕方までに家に帰りたいので、察度王統、第一尚氏王朝、第二尚氏王朝、第一次沖縄県（処分～終戦）、アメリカ時代初期までを急ピッチで旅をした。

## 登場人物
以下では主に記紀の記述との関連、および仮説や創作と考えられる点について記述する。

### 主要人物
琉太
御嶽神とともにタイムトラベルをした現代の少年。好奇心旺盛。
球子
琉太の友人である少女。御嶽神に誘われて一緒に旅をする。琉太と御嶽神に対する突っ込み役。
首里御嶽神
琉太、球子が那覇で出会った首里城の守り神。歴史を知りたい2人を誘い、タイムトラベルるした。トリックを使えるらしく、首里城のシーサーを踊らせたりしている。
首里城の神々
首里御嶽神の親族、首里城内外を守る十体の神様たち。曾祖父・国中城、弟・真玉森、いとこ・寄内、同・京ノ内（三つ子）、御内原、ミモノ内、アカタ御城が尚巴志時代の首里御嶽で歓迎会の準備をして琉太、球子を歓迎。だが、沖縄戦で御嶽が消失していまい、国中城おじいさんの御嶽に避難。再び3人は合流するが、ここで琉太・球子とは別れ、首里御嶽神は2人を現代へ送還する。

### 歴史人物

#### 第一尚氏王朝以前
察度
1321年、浦添で出生。彼を支持する人に押されて1350年に革命を起こし、英祖王朝を倒して王位に就く。浦添が首都としては不便なのでま首里＝那覇に遷都した。明（中国）と国交を結び、1395年に死す。

武寧
察度王朝・二代目にして最後の国王。明との冊封体制を積極化するが、政治を怠ったらしく1405年、尚巴志に王位を追われる。

洪武帝
明（中国）の初代皇帝。使節団を派遣して、察度時代から琉球と国交成立（冊封貿易の開始）。
尚巴志
武寧を倒して父・思紹を王位につけた。第一尚氏王朝事実上の創業者。1416年には北山を、1429年には南山を平定して統一を果たす。
島添大里按司
巴志の一族・大城按司を滅ぼした大里城主。巴志に対しても抵抗するが、1402年に降伏する。
成祖永楽帝
明（中国）の帝。彼の時代に琉球で革命が起きて、武寧から思紹に禅譲されて建前上は思紹が武寧の義息ということにしていたが、琉球との円滑な関係を重視したことから革命を黙認している。
攀安知
北山最後の王（3代目）。武勇豪快な君主ではあったが、わがままで護佐丸たち按司の離反を招いた。1416年、巴志・北山按司連合軍相手に善戦するも、家臣・本部平原の裏切りに逢い、自刃する（平原は彼にすぐ討たれ死）。
他魯毎
南山最後の王（4代目）。いくつかの混乱期を超えて1415年に即位、明との関係を重視するが中山との「屏風事件」によって家来に離反され、王位を追われて南山は1429年滅亡する。
護佐丸
もともと、北山・読谷の按司（城主）であったが、北山王・攀安知の暴走に反感を持ち、中山・尚巴志に帰順して1419年に巴志とともに北山を打倒する。巴志は彼を北山守護職及び座喜味城主とした。巴志の死後も歴代国王の信頼が厚く、「義理を重んじる家来」とされたが、近隣の城主である阿麻和利の策謀にはまり1458年自刃する。彼の末子と大城賢雄により仇討ちが果たされた。
尚金福
第一尚氏王朝・四代国王。巴志の五男であったが、兄・忠、甥・思達の急死で即位。この時代に日本との国交が初めて成立する。泰久とともに王朝繁栄期であった。
志魯、布里。
金福の息子と弟。金福の死後、王位争いをしてお互いに討ち死にする。
尚泰久
第一尚氏王朝・五代国王、巴志の弟。志魯・布里の戦争で荒廃した琉球の立て直しに尽力。金丸をとりたてて、財政再建を任せた。だが、阿麻和利の反乱に苦心して無理がたたり、在位7年で崩御。
阿麻和利
勝連城主で、勢力下にあった勝連半島では慕われていたが、いまだ内紛状態であった琉球中山（尚氏第一王朝）を掌握すべく、妨げになる護佐丸を誅殺。だが、彼と配下の陰謀を知った百度踏揚（彼の妻で、泰久の娘）と彼女の従者・鬼大城は王府に知らせ、彼は鬼大城に打たれて死ぬ。
然るに、首里森御嶽神がいうように彼は地元民に慕われており、内間金丸、鬼大城など反阿麻和利派による「首里陰謀説」の可能性も否めない（阿麻和利と護佐丸を仲たがいさせて、阿麻和利をあおって護佐丸を誅殺させた疑い）。
百度踏揚
泰久の娘で、阿麻和利に嫁いだが、阿麻和利の陰謀を従者・鬼大城とともに王府に知らせた。その後、金丸の革命により首里から追放された。
鬼大城（越来賢雄）
「大城賢雄」ともいう。泰久が娘・踏揚を阿麻和利に嫁がせる際に、同伴させた従者。阿麻和利の陰謀を知り、踏揚を背負い王府へ帰還。その後、女装して勝連上に潜入の上で阿麻和利を討つ。阿麻和利の一件に関しては金丸と意気投合するが、金丸一派による革命で討たれる。
芥隠
泰久時代の僧侶。泰久に仏の道を導き、精神的な支えとなった。彼の指揮で万国津梁の鐘が完成する。金丸の革命後も、閑山の住職となった。

#### 第二尚氏王朝（薩摩侵攻前）
尚円（内間金丸）
第一尚氏王朝末期、泰久・徳の二代にわたって仕える。だが、徳とは方針の違いで溝が深まり、1468年に隠居。直後、徳に反感を持っていた勢力に押される形で革命の首謀者となり、1469年に即位以降、四百年余彼の一族が国王となる。
懐機
明から派遣されて、国相として第一尚氏王朝を支えた。
尚真
尚円の王子、幼名・マアカトダル。父の死後、彼が幼かったので叔父が即位したが、それを不服とする母・オギヤカにより叔父から王位を簒奪、改めて彼が即位した。彼の時代に（与那国島を除く）先島全域が王府の支配下にはいった。その一方で平和活動に力を入れた。
オギヤカ
円が年老いてから結婚した正室。垂簾聴政に基づく権力欲に執着していて、義弟（夫の弟）の二代目王・宣威を王位から追い出して、息子・真を王位につけた。
オヤケアカハチ
尚真時代、波照間島で反乱を起こすも鎮圧されてしまい、処刑された。
サンアイイソバ
ほぼ尚真時代の与那国島を統治していた女首長。オヤケアカハチの反乱を鎮圧した王府軍が攻め込もうとしたが失敗してしまい、彼女の時代は王府の支配を免れた。

#### 第二尚氏王朝（薩摩侵攻～開国）
尚寧
第二尚氏王朝・7代目国王。彼の時代に薩摩が来襲し、薩摩の属国となった。
謝名親方
第二尚氏王朝・尚寧時代の政府幹部。最後まで薩摩に抵抗したため、斬首される。
儀間真常
尚寧時代以降、干ばつに苦しむ琉球を救済すべく、産業振興をした。このころから木綿や黒砂糖が普及。
野国総管
尚寧時代以降、儀間と同じく干ばつを何とかしたいと思い、中国からイモの苗を持ち帰り、イモを普及。
蔡温
尚貞、益、敬、ぼく、温の時代に活躍した政治家。清（中国）に留学して、琉球の立て直しに尽力。
尚敬
第二尚氏王朝・13代目国王。教育・文化振興に力を入れた。
玉城朝薫
益の時代に琉球芸能中興の祖となった人物。
尚温
第二尚氏王朝・15代目国王。教育改革をしていたが、19歳で夭折する。
尚灝
第二尚氏王朝・17代目国王。彼の時代と前後して琉球では不運が多かったためか、思い詰めて精神を病んだという。坊主世主と呼ばれた。
バジル・ホール
1816年、坊主世主の時代に琉球上陸した英国海軍士官。琉球国内を視察しては、セント・ヘレナに流されたナポレオンに琉球の事を伝え、驚かれた。
ベッテルハイム
1840年に上陸した英国の医師・宣教師。医療活動と布教は「閉鎖的」な王府の方針でしくじるが、「波上のガンジョー（眼鏡）」として有名になった。

#### 第二尚氏王朝（開国～琉球処分）
尚泰
第二尚氏王朝・19代にして最後の国王。すでに宗主国となった日本（明治政府）の圧力で1879年に廃位。首里城を追われたとき、「命どぅ宝」という言葉を残している。
マシュー・ペリー
1853年、日本よりも前に琉球に上陸したアメリカ海軍提督。日本と同じ方法で「琉米修好条約」を結ばせた。同じ時期に琉球はフランス、オランダとも条約を結んだ。
市来四郎
薩摩藩士・砲術家。1857年、主君・島津斉彬の命を受けて琉球へ。琉球王国を巻き込んだ薩摩藩大改革を決行、だが斉彬の急死で計画は中止（斉彬の弟・久光は中立派であったが、保守強硬派である父・斎興の命令を受けて中止させたという）。その結果、牧志・宜湾たち薩摩寄りの役人は糾弾されてしまう。
伊江朝直
琉球王族出身者（尚泰の叔父）で、役人。1872年に「琉球」代表として鉄道開業式に参列して乗車するが、この時に尚泰は「藩王」に格下げされてしまう（第一次琉球処分）。
松田道之
琉球処分官。1875年王府に対して、「琉球を薩摩（鹿児島）ではなく日本の支配下に置くこと」を宣言。琉球を二分する騒動に発展、独立派は清の助けを借りようとするが、失敗。業を煮やした松田は1879年尚泰に引導を渡す形で「琉球」を完全に日本の一部へ再編することを断行する（第二次琉球処分）。
李鴻章
清国幹部。軍人として太平天国討伐に成功して、政治家となり西太后に接近。琉球独立派に助けを求められるが、内憂外患でそれどころではなかった。

#### 近代以降
上杉茂憲
第二代・沖縄県令（県知事）。県民の貧困事情を鑑みて、政府に減税などを訴えるが逆に罷免される。県民留学における寄付金を提供、娘に「琉」と名付けるなど、沖縄に対して思い入れのいい人物で、沖縄では評判がいい日本人である。
謝花昇
上杉の投じた寄付金で本土へ留学した琉球人。のちに自由民権運動に参加する。当時の県知事だった「暴君」奈良原繁に弾圧されてしまう。
鎌倉芳太郎
1923年に沖縄上陸、沖縄女子師範学校の教員として赴任。琉球古美術の研究にいそしみ、撤去されそうになった首里城の再建に尽力。
伊藤忠太
鎌倉から「首里城」についての報告を受けた文部省により調査を依頼される。鎌倉とともに調査した結果、文部省は保存を決定して国宝に指定、修理が行われた。
島田叡
（戦中までの）最後の沖縄県知事。1945年、決死の覚悟で就任。